# Bitdefender
Bitdefender là một công ty về phần mềm an ninh mạng và diệt virus của Romania. Công ty này được thành lập vào năm 2001 bởi Florin Talpeş, người hiện đang là giám đốc điều hành. Bitdefender phát triển và bán phần mềm chống virus, phần mềm bảo mật internet, phần mềm bảo mật điểm cuối và các sản phẩm dịch vụ không gian mạng khác.
Tính đến năm 2017, phần mềm này có khoảng 500 triệu người dùng trên toàn thế giới. Tính đến tháng 8 năm 2017, Bitdefender đứng thứ 9 trong bảng xếp hạng toàn cầu về các nhà cung cấp ứng dụng chống phần mềm độc hại trên Windows.